# Cyanocompsa cyanoides
El realejo negro (Cyanocompsa cyanoides), también denominado picogrueso negriazul, picogrueso negro azulado, azulón silvícola, picogordo negro y piquigrueso negriazulado, es una especie de ave paseriforme de la familia Cardinalidae propia de América Central y América del Sur.

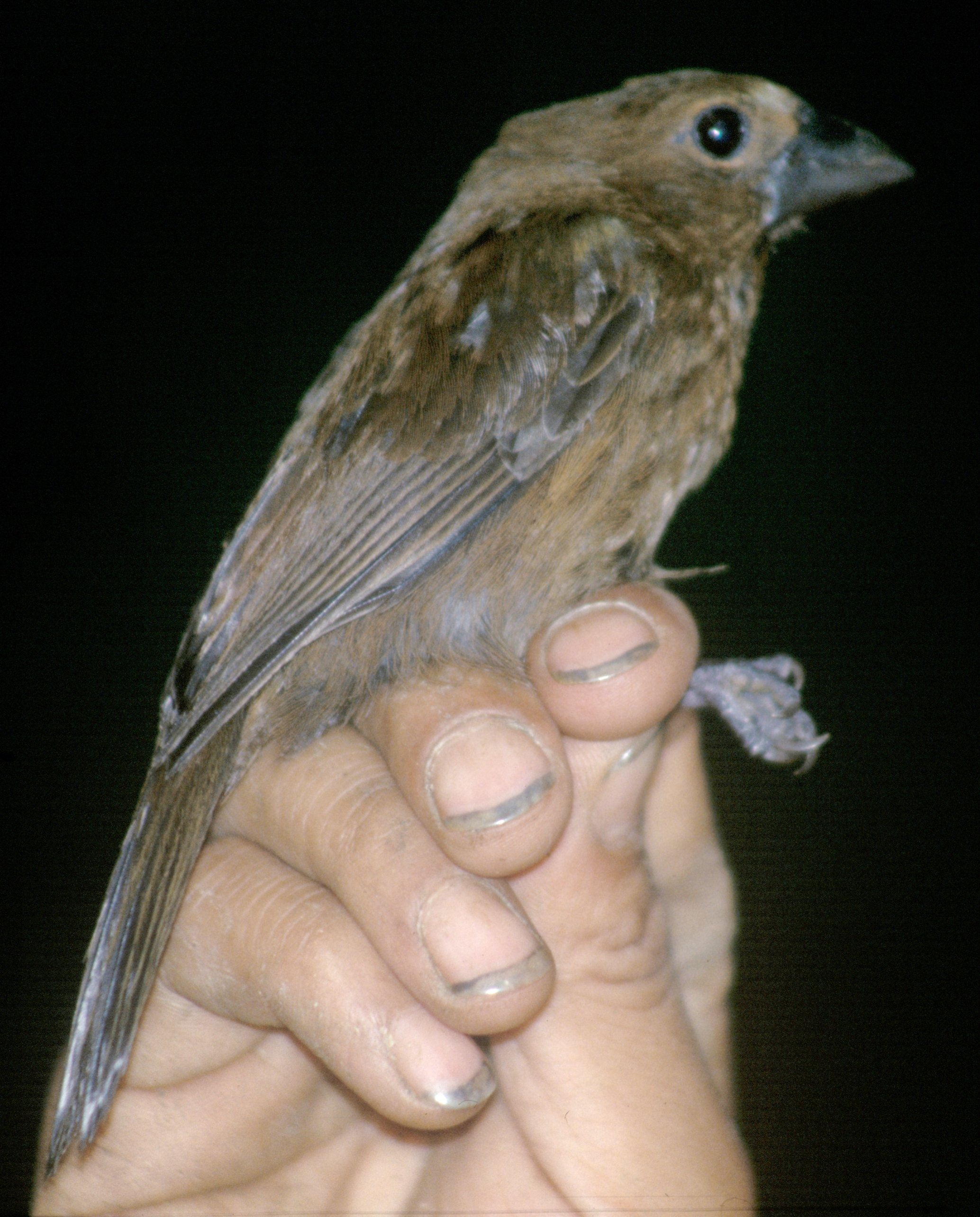
Una hembra de picogrueso negro.

Su pico negro triangular y masivo, en la base casi tan grueso como la cabeza, y su longitud de 15 cm lo distinguen de sus parientes cercanos, Cyanocompsa parellina (con quien comparte hábitat en Centroamérica) y Cyanocompsa brissonii (especie más sureña), por lo demás similares. El plumaje de los machos es azul con negro, brillante a la luz; se diferencian de las hembras en que éstas son de plumaje castaño oscuro.
Habitan en densas selvas, desde el sureste de México a través de América Central hasta la Amazonia, generalmente en el sotobosque.